# James D. Stasheff
James Dillon Stasheff, genannt Jim Stasheff, (* 15. Januar 1936 in New York City) ist ein US-amerikanischer Mathematiker, der sich mit Algebraischer Topologie und Algebra sowie mit deren Anwendung in der Physik beschäftigt.

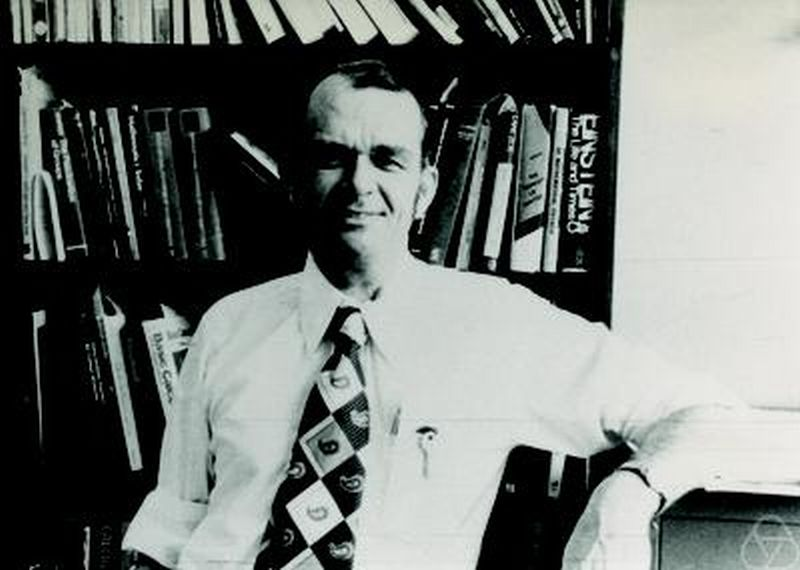
James D. Stasheff

## Leben
Stasheff studierte Mathematik an der University of Michigan (Bachelor-Abschluss 1956, wobei er bei Edwin Moise studierte) und an der Princeton University unter anderem bei John Milnor. Bei ihm schrieb er 1957 Vorlesungsnotizen für dessen Kurs Characteristic Classes mit, die zunächst in vervielfältigter Form und 1974 in überarbeiteter Buchform mit Stasheff als Ko-Autor erschienen. 1961 promovierte er (D. Phil.) an der University of Oxford, wo er bei J. H. C. Whitehead und Ioan James war (letzterer war der Betreuer seiner Dissertation), und später im selben Jahr nochmals in Princeton (Ph.D.) bei John Coleman Moore. In seinen, auf seiner Homepage erschienenen Erinnerungen, schrieb er, dass dies hauptsächlich geschah, weil sein Marshall-Stipendium ihm die Rückreise in die USA finanzierte, falls er einen Abschluss in Oxford machte. Thema der in somit zwei Teilen aufgeteilten Dissertation war: Homotopy Associativity of H-Spaces, On Certain Problems in Homotopy Theory. 1961 bis 1962 war er Moore-Instructor am Massachusetts Institute of Technology. Ab 1962 war er zunächst Assistant Professor und schließlich Professor an der University of Notre Dame und ab 1970 an der Temple University. Ab 1975 war er Professor an der University of North Carolina.
In den 1960er Jahren schrieb er fundamentale Arbeiten über höhere Homotopietheorie und Homotopie-Algebren. Er führte in diesem Zusammenhang {\displaystyle A_{\infty }}-Algebren und Stasheff-Polytope ein.

Stasheff Polytop der Dimension 3 (Associahedron)

In den 1980er Jahren wandte er sich den Anwendungen charakteristischer Klassen und anderer topologischer und algebraischer Konzepte in der mathematischen Physik zu, zunächst in der algebraischen Struktur von Anomalien in der Quantenfeldtheorie, wobei er unter anderem mit Tom Kephart und Paolo Cotta-Ramusino zusammenarbeitete. Er bezeichnet das Forschungsgebiet als kohomologische Physik.
1964/65 und 1987 war er am Institute for Advanced Study. 1969/70 war er Sloan Research Fellow und 1968/69 Gastprofessor an der Princeton University. Er war außerdem Gastprofessor an der Lehigh University, der Rutgers University und der University of Pennsylvania. Er ist Fellow der American Mathematical Society.
Er ist seit 1959 verheiratet und hat zwei Kinder.
Er war Herausgeber der Transactions of the American Mathematical Society.

## Schriften
- mit Stephen Halperin: Obstructions to homotopy equivalences. In: Advances in Mathematics. Bd. 32, Nr. 3, 1979, S. 233–279, doi:10.1016/0001-8708(79)90043-4.
- mit John W. Milnor: Characteristic classes (= Annals of Mathematical Studies. 76). Princeton University Press u. a., Princeton NJ 1974, ISBN 0-691-08122-0.
- H-spaces from a homotopy point of view (= Lecture Notes in Mathematics. 161). Springer, Berlin u. a. 1970.
- mit Martin Markl, Steve Shnider: Operads in algebra, topology and physics (= Mathematical Surveys and Monographs. 96). American Mathematical Society, Providence RI, 2002, ISBN 0-8218-2134-2.
- Homotopy associativity of H-spaces. I. und II. In: Transactions of the American Mathematical Society. Bd. 108, Nr. 2, 1963, S. 275–292, doi:10.2307/1993608; S. 293–312, doi:10.2307/1993609.
- A classification theorem for fibre spaces. In: Topology. Bd. 2, Nr. 3, 1963, S. 239–246, doi:10.1016/0040-9383(63)90006-5.